# Flight Risk
Flight Risk ist ein Thriller von Mel Gibson. Michelle Dockery spielt in der Hauptrolle eine Flugsicherheitsbegleiterin, die einen Kronzeugen, gespielt von Topher Grace, mittels Kleinflugzeug durch die Wildnis Alaskas Richtung Anchorage bringen soll. Mark Wahlberg spielt den Piloten des Flugzeugs. Der Film kam Ende Januar 2025 in die US-Kinos. Der Kinostart in Deutschland war am 20. Februar 2025.

## Handlung
Air Marshal Madolyn Harris begleitet den Flüchtigen Winston zu seinem Prozess. Sie nutzen für den Flug durch die Wildnis Alaskas ein Kleinflugzeug. Der Flug verläuft jedoch nicht wie geplant.

## Produktion

### Regie und Drehbuch
Regie führte Mel Gibson. Bei Flight Risk handelt es sich um seine erste Regiearbeit seit seinem oscarnominierten Film Hacksaw Ridge aus dem Jahr 2016. Zwischenzeitlich fanden auch die Dreharbeiten zu Gibsons Historiendrama Die Passion Christi: Auferstehung statt. Das Drehbuch schrieb Jared Rosenberg. Dieses gelangte im Jahr 2020 auf die Black List, die Liste mit den besten unverfilmten Drehbüchern Hollywoods.

### Besetzung und Synchronisation
In den Hauptrollen spielen Michelle Dockery den Air Marshal Madolyn Harris, Mark Wahlberg den Piloten des Kleinflugzeugs namens Daryl Booth und Topher Grace den Flüchtigen Winston. Erstere ist unter anderem für ihre Rolle in der Netflix-Serie Anatomie eines Skandals bekannt.
Die deutsche Synchronisation entstand nach einem Dialogbuch von Gabrielle Pietermann und der Dialogregie von Marcel Collé im Auftrag der Iyuno Germany GmbH in Berlin.

### Dreharbeiten und Filmmusik
Die Dreharbeiten wurden Mitte Juni 2023 in Las Vegas begonnen. Im Juli 2023 drehte man zwei Tage lang in der Stadt Mesquite im US-Bundesstaat Nevada. Weitere Aufnahmen entstanden in Alaska. Als Kameramann fungierte Johnny Derango. Er war in der Vergangenheit für Filme wie den Kriminalfilm The Fuzz und den Actionfilm Fatman mit Gibson in der Hauptrolle und die Fernsehserie Everyone Is Doing Great tätig.
Die Filmmusik komponierte der Brasilianer Antonio Pinto. Gibson arbeitete mit Pinto bereits für den von ihm produzierten Film Get the Gringo zusammen.

### Marketing und Veröffentlichung
Der erste Trailer wurde Ende Juni 2024 vorgestellt. Am 24. Januar 2025 kam der Film in ausgewählte US-Kinos. Am 20. Februar 2025 feierte er in den deutschen Kinos Premiere.

## Rezeption
Die Kritiken fielen überwiegend negativ aus.
Die weltweiten Einnahmen des Films aus Kinovorführungen belaufen sich auf 44,4 Millionen US-Dollar.